# 크로아티아 독립국의 세르브인 집단학살

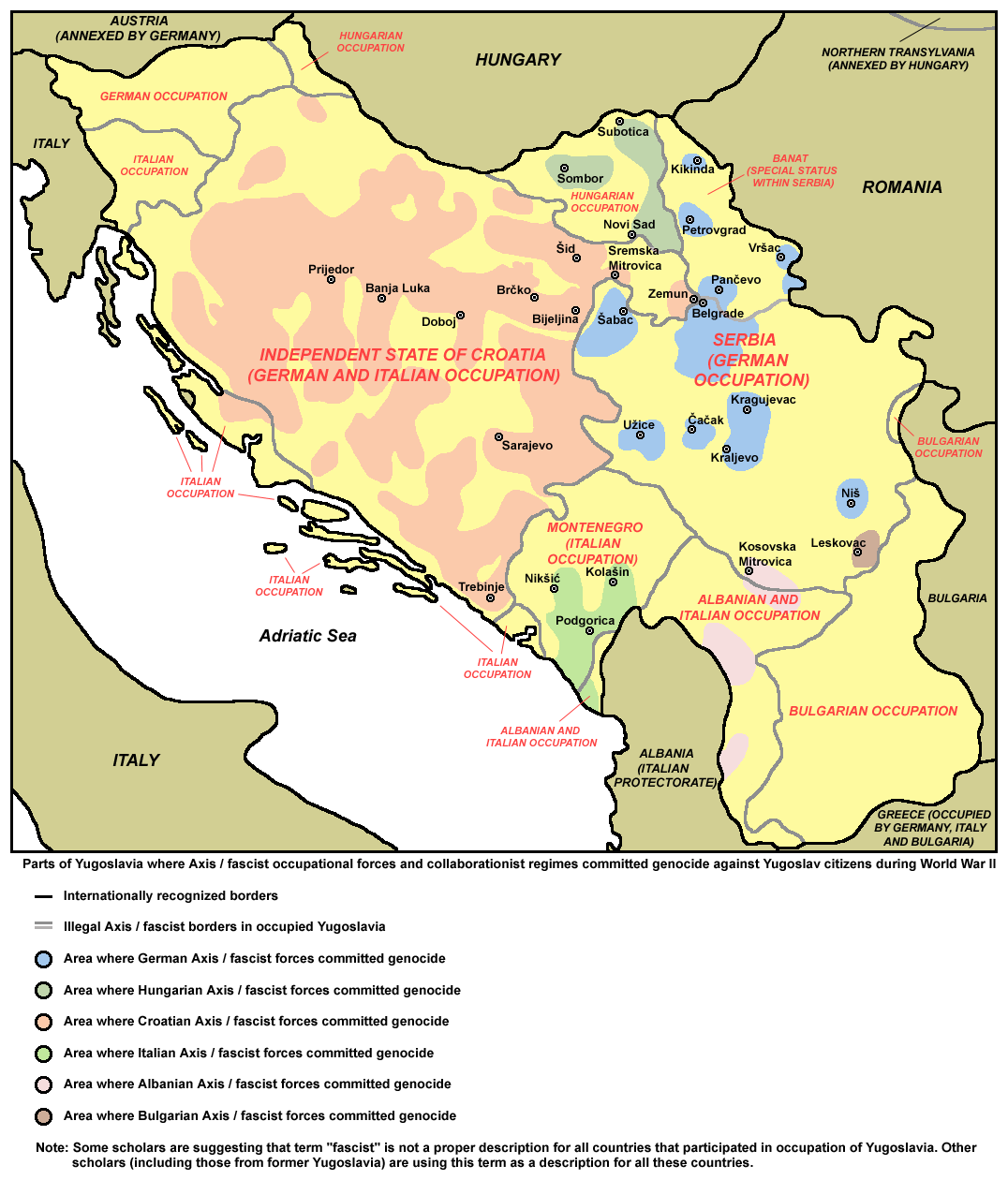
제2차 세계 대전 당시 유고슬라비아에서 일어난 학살 사건을 표시한 지도

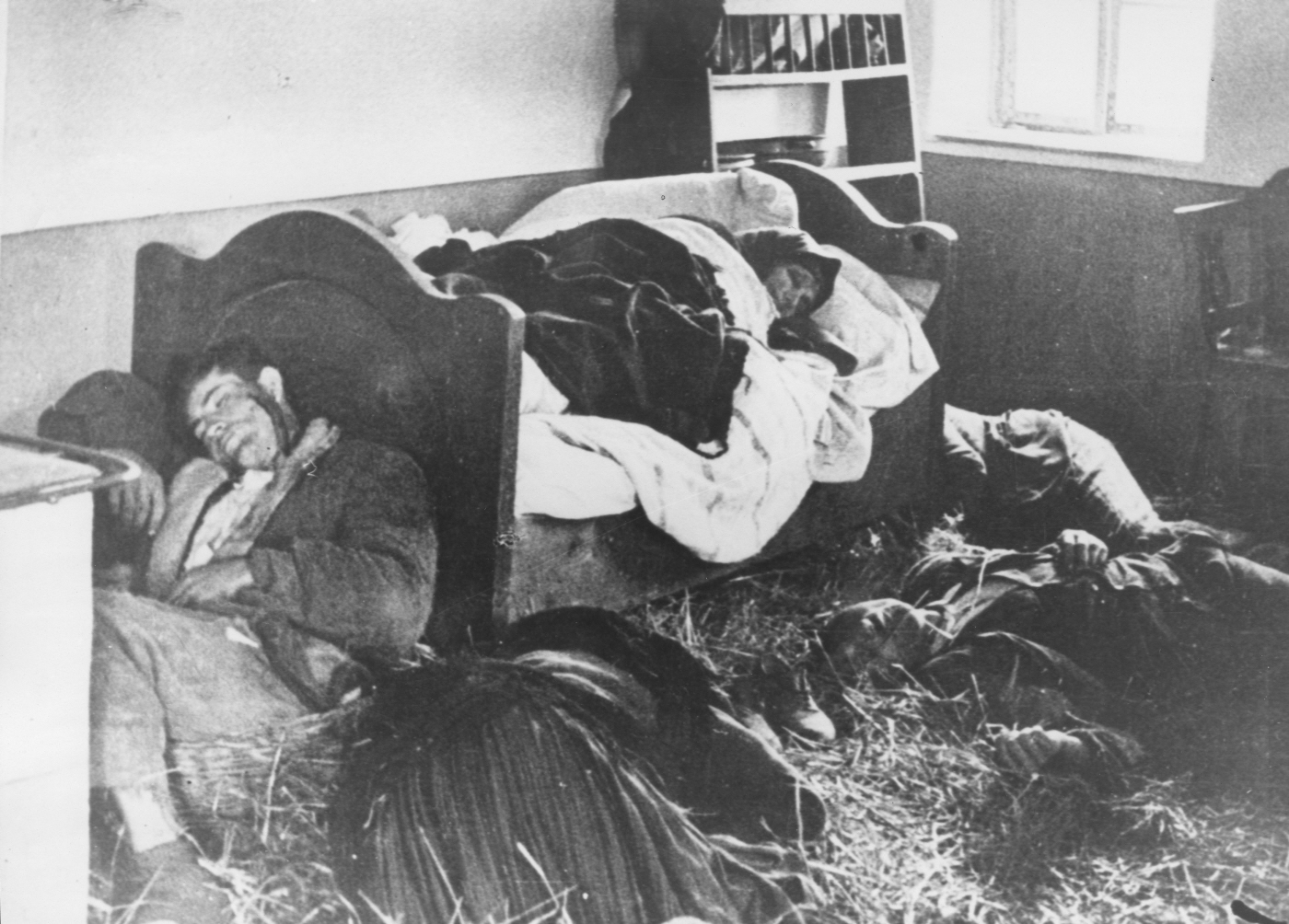
1941년 우스타샤에 의해 학살된 세르브인 가정

크로아티아 독립국의 세르브인 집단학살(세르보크로아트어: Genocid nad Srbima u Nezavisnoj Državi Hrvatskoj / Геноцид над Србима у Независној Држави Хрватској)은 파시스트와 나치를 포함한 추축국 직업 군인, 로마 가톨릭 교회와 우스타샤가 1939년에서 1945년 사이에 크로아티아 독립국과 그 일대에서 정교회 신도들인 세르브인과 집시, 유대인 등에게 가한 학살을 일컫는다.

## 개요
1941년 나치 독일과 이탈리아 왕국은 유고슬라비아 왕국을 침공하여 크로아티아 독립국이라는 괴뢰국을 만들었고 안테 파벨리치를 수상으로 임명했다. 크로아티아 독립국은 이에 대한 보답으로 세르브인과 동방 정교회 신자들을 학살하였다.
이 결과로 세르브인 250,000명이 국외로 추방되었고 330,000명에서 390,000명에 달하는 세르브인과 37,000명에 달하는 유대인이 안테 파벨리치가 이끄는 우스타샤에 의해 학살되었으며 약 200,000명이 고문과 협박으로 인해 로마 가톨릭 교회로 개종해야만 했다. 이를 주도한 비밀 경찰청장 등 모든 공직은 가톨릭 사제 출신 인사들이 차지했으며 야세노바츠 강제 수용소 소장인 미로슬라브 필리포비치 또한 로마 가톨릭 교회 사제 출신이었다. 야세노바치 강제 수용소에서는 60,000명에서 70,000명이 살해당한 것으로 추정되며 오늘날 야세노바치 수용소에는 이 곳에서 살해당한 수감자 75,159명의 이름이 기록되어 있다.

## 바티칸의 기획 학살
당시 크로아티아의 알로이지예 스테피나츠 대주교는 1941년 4월 14일 나치의 발칸반도 점령을 환영하는 성명을 발표했다. 그는 "하느님은 우방국의 지도자이신 아돌프 히틀러와 우리의 지도자이신 안테 파벨리치로 하여금 무력으로 우리의 압제자를 쫓아내도록 인도했다. 하느님께 영광을! 아돌프 히틀러에게 감사를! 안테 파벨리치에게 무한한 충성을!"이라고 외쳤다.
또 파벨리치는 순수한 가톨릭 국가 건설에 필요한 제도를 도입했다. 모든 공공기관에서 가톨릭 교리를 준수하도록 의무화했다. 정부와 학교에서 비(非)가톨릭교도는 하나도 빠짐 없이 쫓아냈다. 세르브인들이 사용하는 키릴 문자로 성경이나 책을 발행하는 것을 금지했다. 가톨릭 신자가 유대인 등 이교도와 결혼하는 것도 금지했다. 모든 공공시설 입구에 '세르브인, 유대인, 집시, 개는 출입금지'라는 팻말을 세워 놓게 했다. 종교적·민족적 순결을 지키려면 이것만으로는 부족했다. 인종 청소 작업도 병행했다. 파벨리치 정부는 이것을 '위험 인물(Undesirables) 제거 작업'이라고 불렀다. 위험 인물은 세르브인, 유대인, 집시 등 비(非)가톨릭교도를 가리켰다. 파벨리치는 "세르브인들은 이제 사라져야 한다"며 "모든 수단과 방법을 동원해 위험인물들을 청소할 것"이라고 선언했다.

아브로 맨하탄은 유고슬라비아에서 벌어진 이 학살의 전모를 《바티칸 대학살(1986)》이라는 책에 담았다. 이 책에 따르면 당시 학살은 로마 가톨릭 교회가 조직적으로 자행하였으며 당시 학살에 최전방에 있던 우스타샤의 무기를 가톨릭 국가들인 오스트리아와 이탈리아를 통해 지원 하였고, 바티칸의 계획하에 유고슬라비아 왕국의 멸망과 친 가톨릭 독립국가 설립이 기획 되었다고 주장했다. 우스타샤의 지도자 안테 파벨리치는 바티칸의 지원 속에 유고슬라비아 국왕을 암살하고 우스타샤를 이끌고 학살과 가톨릭으로 강제 개종을 진두 지휘했으며, 2차대전 후반 독일군이 패퇴하자 바티칸의 도움으로 남미로 탈출했다. 특히 우스타샤의 대부분이 가톨릭 사제들과 신자들로 구성되었으며 야세노바치 강제 수용소 등 대부분의 절멸 수용소의 간부들이 로마 가톨릭 교회 사제들이었음이 기획 학살설을 뒷받침하고 있다.

## 가톨릭으로 강제 개종
크로아티아에서 정권을 잡은 파벨라치는 모든 세르비안인들은 로마 가톨릭 교회로 개종해야 한다는 강제 개종법을 통과시켰다.
이 강제 개종은 마치 루이 14세때 용기병의 박해와 퐁텐블로 칙령으로 인한 프랑스에서 개신교인들의 강제 개종과 똑 같은 모습이었다.
우스타샤는 이 법에 따라 세르브인들을 개종시키며 돈도 뜯어냈다. 1인당 180 디나르(dinar)를 내고 고해성사를 하면 '개종 증명서'를 발행해줬다. 세르브인들 가운데 30%가 죽음을 피하기 위해 가톨릭으로 개종했다.
강제 개종 소식은 교구 게시판, 즉 대주교 스테피나크가 담당하는 자그레브 주교 관할 기관인 《카톨리키 리스트》에 의해 보도되었다 1941년 38호는 부딘치 마을의 모든 주민이 가톨릭으로 개종함으로써 "2300 영혼으 새로운 교구가 만들어졌다"고 보도하였다. 만일 단체적으로 저항할 경우 무자비한 집단 처벌이 가해졌다.
바르주딘에 있는 카프치네 수도원 담당 사제 암브로지아 노바크는 우스타시와 함께 모스타니카 마을을 포위한 후에 그 마을 사람들에게 "너희 세르비아 사람들은 사형에 선고되었다. 사형을 피할 수 있는 유일한 길은 오직 가톨릭을 받아들이는 것이다"라고 말하였다.
리부노에서 가까운 고리카 수도원 신부 스레치코 피리크는 다음과 같은 말로 대학살을 주장하였다. "모든 세르브인들을 죽이십시오. 일을 마친 후에 이곳 교회로 오면 제가 여러분의 행위르 고해하고 죄로부터 자유하게 하겠습니다." 이 설교로 인하여 1941년 8월 10일에 리브노 지방에서 대학살이 있었고, 5천600명 이상의 정교회 세르브인들이 목숨을 잃었다.

## 잔악한 학살

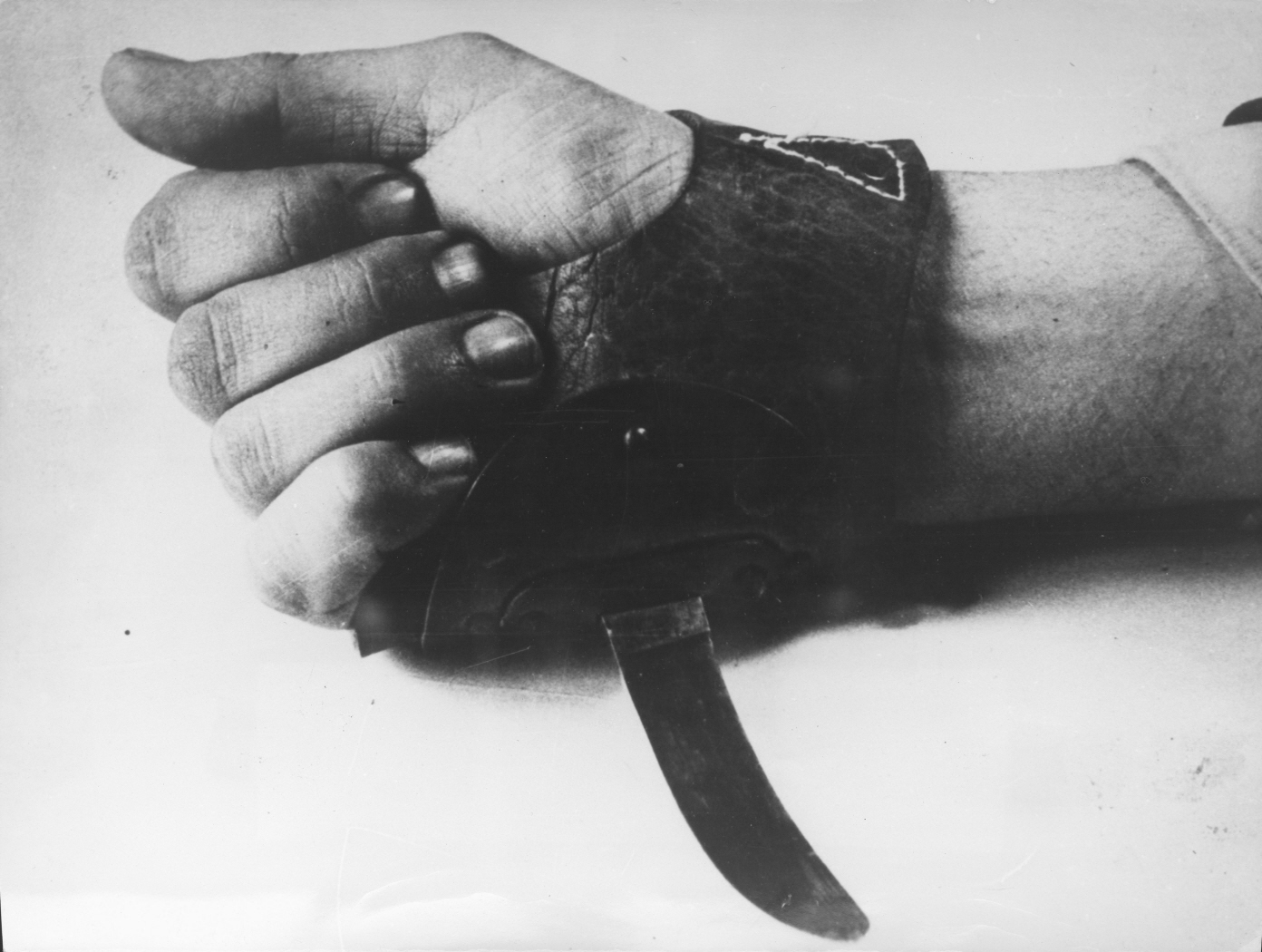
크로아트인들이 세르브인들을 학살하기 위해 사용했던 칼

우스타샤의 세르브인 학살은 잔악하기가 중세 시대 십자군들의 무슬림 학살을 능가할 정도였다. 우스타샤는 붙잡은 정교회신도들을 산채로 생매장하고 도끼로 목을 잘라 죽이고 눈알을 빼서 눈알을 화환처럼 만들어 목에 걸고 다녔다. 붙잡힌 정교회 사제들은 더욱 가혹한 고문을 당하였다. 그들은 맨발에 말편자를 못박아 불길을 걷게 하였다. 야세노바츠 강제 수용소에서는 정교회 신자들을 소각로에 산채로 태워죽이기도 했다. 이러한 학살은 부녀자와 어린이들도 예외가 아니었다. 아이들은 대부분 굶어 죽었고 갓난 아이들은 벽에 던져져 머리가 터진채 죽었다. 우스타샤는 정교회 신자들을 편리하게 죽이기 위해 일명 세르비안 칼날이라는 도구를 사용하기도 했다.

## 가톨릭 사제들의 학살 가담
당시 조직적인 학살을 진두지휘한 많은 전범들이 가톨릭 성직자들이었다. 상당수 가톨릭 사제와 수사들이 사형 집행을 주도했다. 1941년 대학살을 주도한 것은 프란치스코 수도회 소속의 투고미레 솔도 수사였다. 보지다르 브랄로우 신부는 180명의 세르브인들을 기관총으로 사살한 후 시신을 쌓아놓고 그 앞에서 춤을 췄다.
전범으로 기소된 드라구틴 캄버 신부는 300명 가까이 되는 세르비아 사람들을 죽일 것을 명령했고 슬로베니아의 그레고리 로즈만 주교는 나치 협력자로 수배되었고 사라예보의 이반 사릭 주교는 ‘세르브인들의 교수형 집행인’으로 유명했다. 또한 수십만의 세르브인들을 고문하고 학살해 독일 나치들조차 전율하게 한 야세노바츠 수용소의 최고 책임자가 프란시스카수도회의 수도승인 밀로슬라브 마지스토로비치였다. 그리고 드라가노비츠 신부는 전시의 크로아티아에서 수십만의 세르브인들을 학살한 책임을 지고 있다. 또한 종전 뒤에는 아돌프 아이히만과 클라우스 바비 등을 포함한 수천명의 나치 전범들을 남미의 아르헨티나로 탈출시킨, 이른바 쥐구멍 라인‘ratline’으로 불리는 탈출로를 만든 인물이다. 따라서 당시 이들의 지도자인 스테피나츠 대주교가 대학살과 연루됐다는 사실은 누구라도 알 수 있다. 그러나 그는 성인이 돼 있었다.

## 가톨릭의 사실 은폐
크로아티아에서 벌어진 이와같은 끔찍한 학살의 소문을 사람들은 처음에는 거의 믿지 않았다. 종교 때문에 사람이 살해된다는 것은 20세기 중엽에서는 받아들여질 수 없었기 때문이다. 하지만 생존자들의 개인적인 증언들이 여기저기서 모이고 끔찍한 사건들이 집으로 보내지는 많은 편지에 묘사되었기 때문에 서서히 사람들은 사건의 진상을 알아채기 시작했다. 마침내 더 이상 이 사실을 부인할 수 없는 지경이 되자 그 소문과 정반대의 소문이 돌기 시작했다. 즉 소문들은 반 가톨릭, 반 크로아티아 선동을 위한 거짓말이라는 것이다. 심지어 게슈타포가 조작한 거짓말이라는 소문도 돌았다. 특히 크로아티아 사람들 및 가톨릭 지지자들은 그러한 잔혹한 행위들에 대한 소문은 공산주의 나치가 지어낸 이야기라고 비난하였다. 하지만 이 같은 은폐 공작은 곧 거짓으로 밝혀졌다. 사건이 결정적으로 유럽에 알려지게 된 경위는 유고슬라비아의 밀로쉬 세쿠리츠 박사가 세르비아 정교회 주교들의 사명을 받고 런던의 연합국 본부에 우스타쉬의 만행을 알리는 호소및 증거 문서들을 보내 알려지게 되었다. 세쿠리츠 박사는 이 문서를 신발 바닥과 양복 속에 넣고 꿰메 여러 나라를 경유하여 천신만고 끝에 런던에 도착해 처칠 수상에게 전해졌다.
이 때 유고슬라비아 망명정부내의 가톨릭 교도들을 중심으로 이 사실을 밝히지 않고 침묵해야 한다는 의견이 주류를 이루었다. 이는 유고 연방 해체를 막기 위해 연합국과의 관계를 유지하기 위해서였다.
하지만 이러한 결정에도 불구하고 그 소식은 1942년 1월3일〈뉴스 크로니클〉지에 보도되었다.
또〈데일리텔레그라프〉지는 1942년 1월 3일자로 세르비아에서의 학살을 보도했다. 이 보도로 인해 사람들은 흥분하였는데 이때부터 가톨릭 교회는 사건 축소및 왜곡 캠페인을 벌이기 시작했다. 그리고 런던에 학살 사실을 알린 세쿠리츠 박사가 나치 첩보원이라는 딱지를 붙였다. 하지만 세쿠리츠 박사가 가져온 증거들 중엔 학살 장면을 찍은 사진들도 있었는데 가톨릭에서는 "이 사진들 전부 또는 대부분이 게슈타포 첩보원이 찍은 것이다."며 사실을 부인했다. 이러한 가톨릭 교회의 사실 은폐 캠페인은 성공적이었고 크로아티아 만행은 축소되었고 학살 사건의 신빙성은 반 가톨릭 선동을 위한 것으로 의심을 받았다. 실제로 《바티칸 대학살》을 쓴 아브로 맨하탄역시 처음에는 이 사실을 믿지 않았다고 했다.
그러나 그후 아브로 맨하탄이 세쿠리츠 박사와 미르코비치 장군 등을 만나고 많은 희생자 가족들을 만나 신빙성 있는 자료들을 더 입수한 이후 1953년 마침내 런던에서 책으로 출판되어 많은 사람들에게 알려지게 되었다.
이후 가톨릭 신자였던 유고슬라비아 왕국의 장관 그리조고노는 바티칸을 향해 격렬한 항의문을 작성했다.
다음은 그리조고노가 바티칸 교황청에 쓴 편지의 일부이다.
"예하, 나는 인간 대 인간으로, 그리스도인 대 그리스도인으로 이 글을 당신에게 씁니다. 크로아티아 독립국이 시작된 첫날부터 세르비아 사람들은 학살을 당하였습니다. 이 학살은 오늘까지 계속되고 있습니다. (중략)..제가 왜 이 항의문을 당신에게 씁니까? 여기 그 이유가 있습니다. 세상의 범죄들보다 더 악하고 또한 전례 없는 이 모든 범죄에 우리의 가톨릭 교회 역시 두가지 면에서 동참하였습니다. 첫째, 수많은 사제들, 성직자들, 수도승들 조직된 가톨릭 청년들이 적극적으로 이 모든 범죄에 참여하였습니다. 그러나 더 끔찍한 것은 심지어 가톨릭 사제들이 수용소 담당 및 소대 대장이 된 것입니다. 그들은 정교회에서 세례를 받은 사람들을 고문하고 살인하며 학살하라는 명령을 내렸으며 또한 그러한 행위들을 허용하였습니다. 이러한 만행 중에 그 어떤 것도 그들 주교들의 허락 없이는 이루어질 수 없었을 것입니다. 만일 주교의 허락 없이 이 일들이 저질러졌다면 그 사제들은 교회 재판으로 끌려와 면직을 당하여 성복을 벗어야 했을 것입니다. 그러나 이러한 일은 발생하지 않았습니다. 이는 주교들이 노골적으로, 또는 적어도 침묵으로 동의한 것을 의미합니다. 가톨릭교회는 남아 있는 세르브인들을 강제로 가톨릭 교인들로 만들려고 모든 수단을 사용하였습니다.(하략)"
그리조고노의 편지에 대해 교황청은 학살 사실에 대해 부인하지 않았다. 그리고 베오그라드의 가톨릭 대주교 우칙스 박사는 그리조고노에게 "학살에 대해 잘 알고 있으며 이 사실을 바티칸에 보내 적절한 조치를 취하겠다"는 답장을 했다.

## 희생자 금괴의 행방
크로아티아 독립국에서 벌어진 대량 학살과 절멸 수용소의 운용으로 죽은 유대인들과 정교회 신자들의 금니와 금괴 그리고 많은 재산들은 고스란히 우스타샤와 나치의 수중에 떨어졌다. 이렇게 모인 수많은 금괴와 재산은 나중에 바티칸 교황청으로 흘러들어갔다. 〈AP〉통신이 미국 〈A&E방송〉다큐멘터리 제작팀의 제보를 받고 보도한 보고서는 1946년 10월 21일자 미국 재무부 문건으로 바티칸이 크로아티아의 파시스트 괴뢰정권인 우스타샤와 나치 금괴를 은닉했다는 내용을 담고 있다.
당시 이탈리아에서 활동 중이던 미국 재무부 요원인 에머슨 바이겔로우는 보고서에서 우스타샤가 해외로 빼돌린 금괴는 주로 금화로 3억5천만 스위스 프랑 어치인데 그중 2억 스위스프랑어치(현시세 1억7천만달러)를 바티칸이 보관하고 있다고 밝혔다.
바이겔로우는 또 바티칸이 비밀 루트를 이용해 우스타샤의 나치 금괴를 스페인 또는 아르헨티나로 옮겼다는 소문이 무성하나, 이는 나치 금괴를 보관하고 있다는 사실을 숨기기 위한 연막일 수 있다고 덧붙였다. 그러나 바티칸 대변인인 "신빙성 없는 익명의 소식통에 근거했다"며 보고서 내용을 부인했다.

## 전범 조사
크로아티아에서 나치가 후퇴하고 정권을 잡은 요시프 브로즈 티토는 전범조사위원회를 구성해 알로지제 스테피나츠 대주교를 기소했다.
티토의 전범조사위원회는 나치와 협력했던 우스타샤들과 로마 가톨릭 교회 사제들을 체포해 학살혐의로 전범 재판에 세운다. 전범 재판에 서게 된 가톨릭 교회 사제 중 최고위직 성직자가 스테피나츠 대주교이다. 티토는 처음엔 스테피나치 대주교의 기소를 주저했다. 티토의 전범조사위원회는 가톨릭 교회가 우스타쉬 학살에 깊숙이 관연한 것으로 보고 바티칸 교황청에 스테피나츠 대주교를 교체해 줄 것을 요청했다. 하지만 바티칸은 묵묵부답으로 일관했다.
하는 수 없이 스테피나츠 대주교를 체포한 전범위원회는 스테피나치 대주교를 기소하여 세르브인 학살 사건에 대해 유죄를 인정하고 징역 16년을 선고한다. 이에 교황 비오12세(히틀러와 정교협약을 맺은 당사자)는 분노하고 스테피나츠 대주교의 사면과 석방을 국제사회를 통해 압박한다. 그리고 스테피나치 대주교를 추기경으로 승진시킨다. 이 때문에 유고슬라비아와 바티칸은 국교를 단절하게 된다. 스테피나치 추기경의 기소와 유고슬라비아 정부와 바티칸과의 갈등은 전 세계적인 냉전으로 이어졌다. 아브로 맨하탄은 그의 저서 《바티칸 대학살(1986)》에서 2차대전 이후의 냉전 조성은 스테피나치 추기경의 신병 처리에 반대한 바티칸이 미국의 편에 서서 스테피나치 추기경의 석방에 압력을 넣으며 소련과의 갈등을 부추겼기 때문이라고 분석한다.

## 학살과 가톨릭 강제 개종 사진들

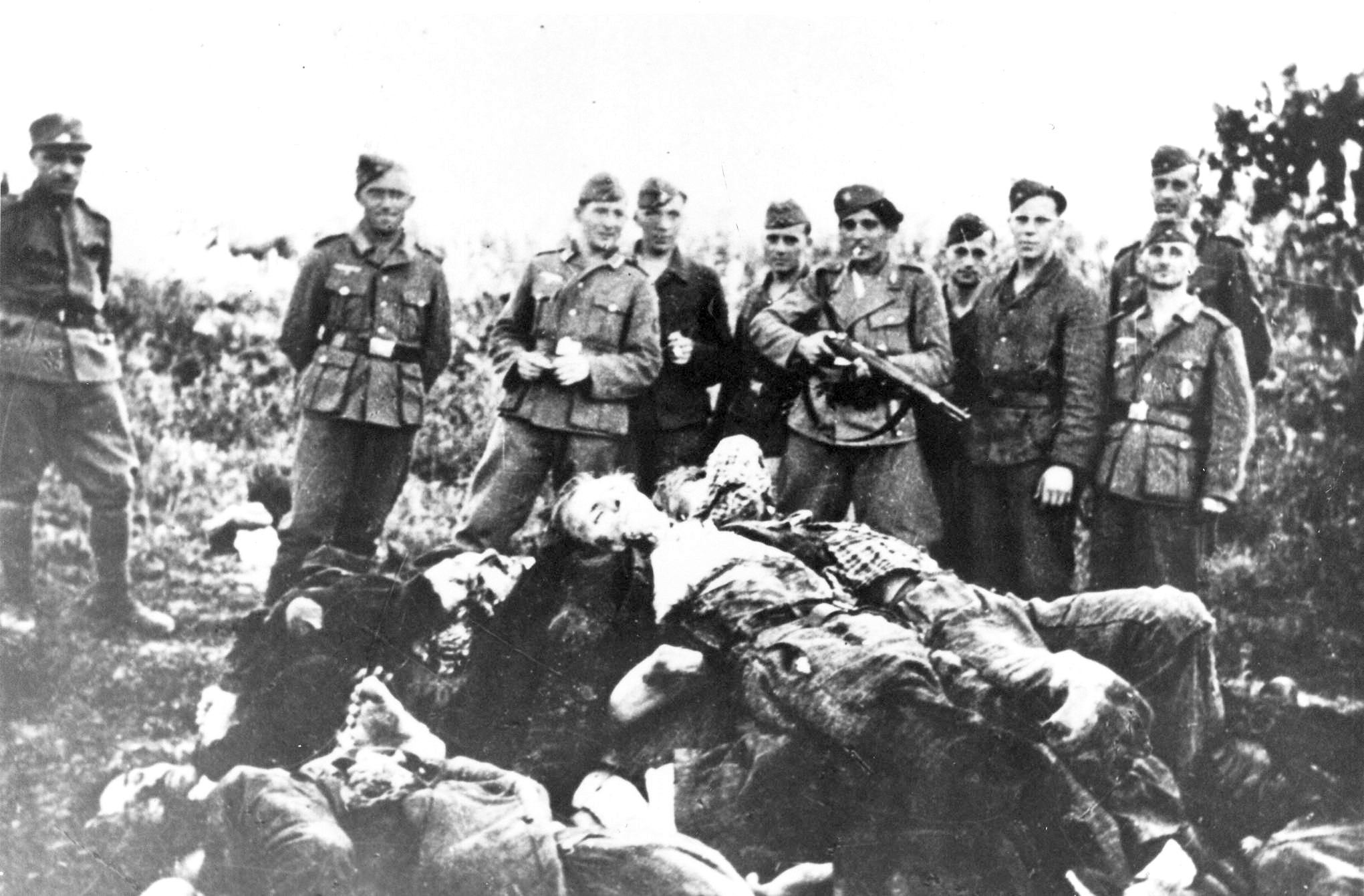
1942년 코자리를 공격한 우스타샤들의 범죄
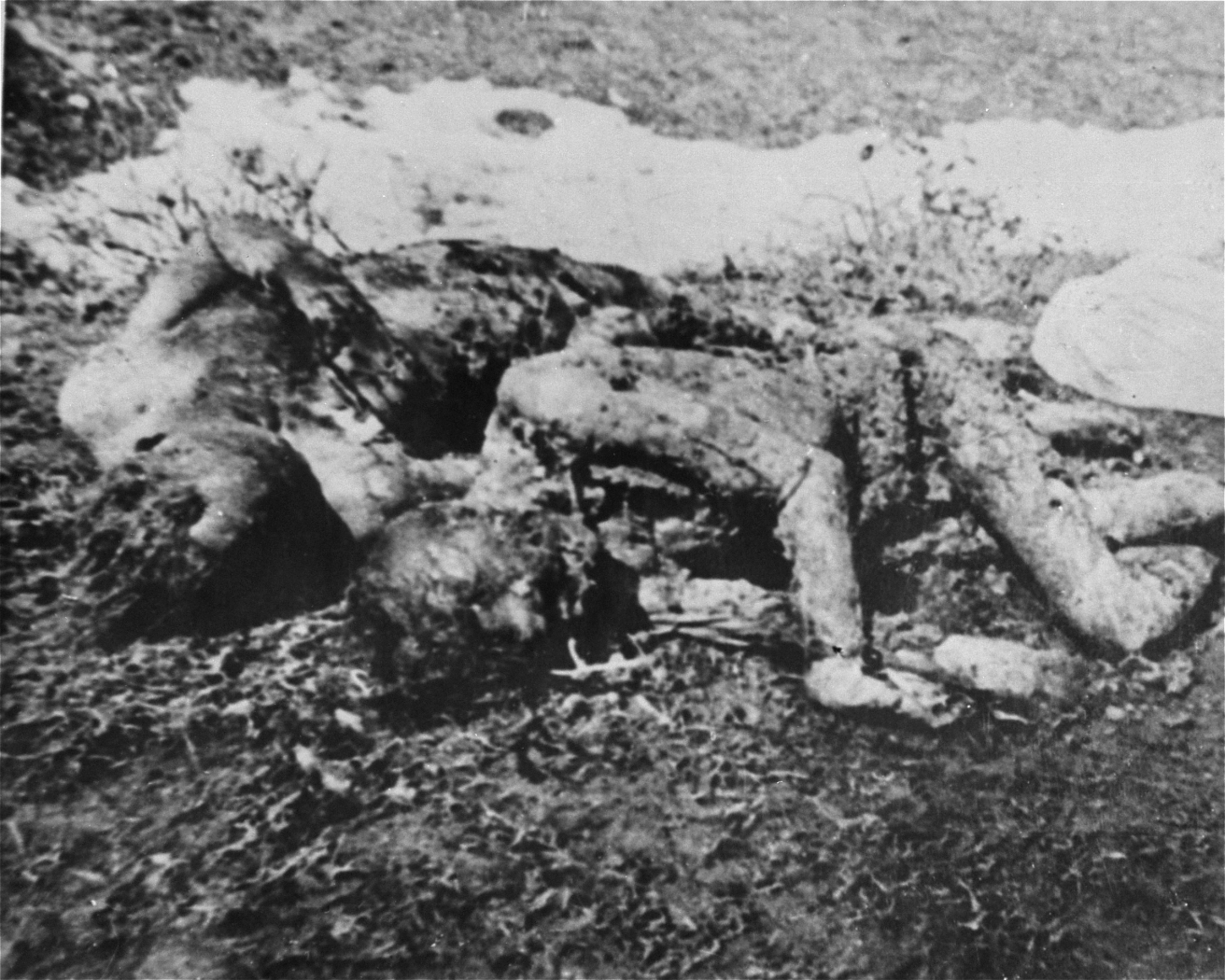
야세노바츠 수용소에서 우스타샤에게 처형당한 세르브인들.
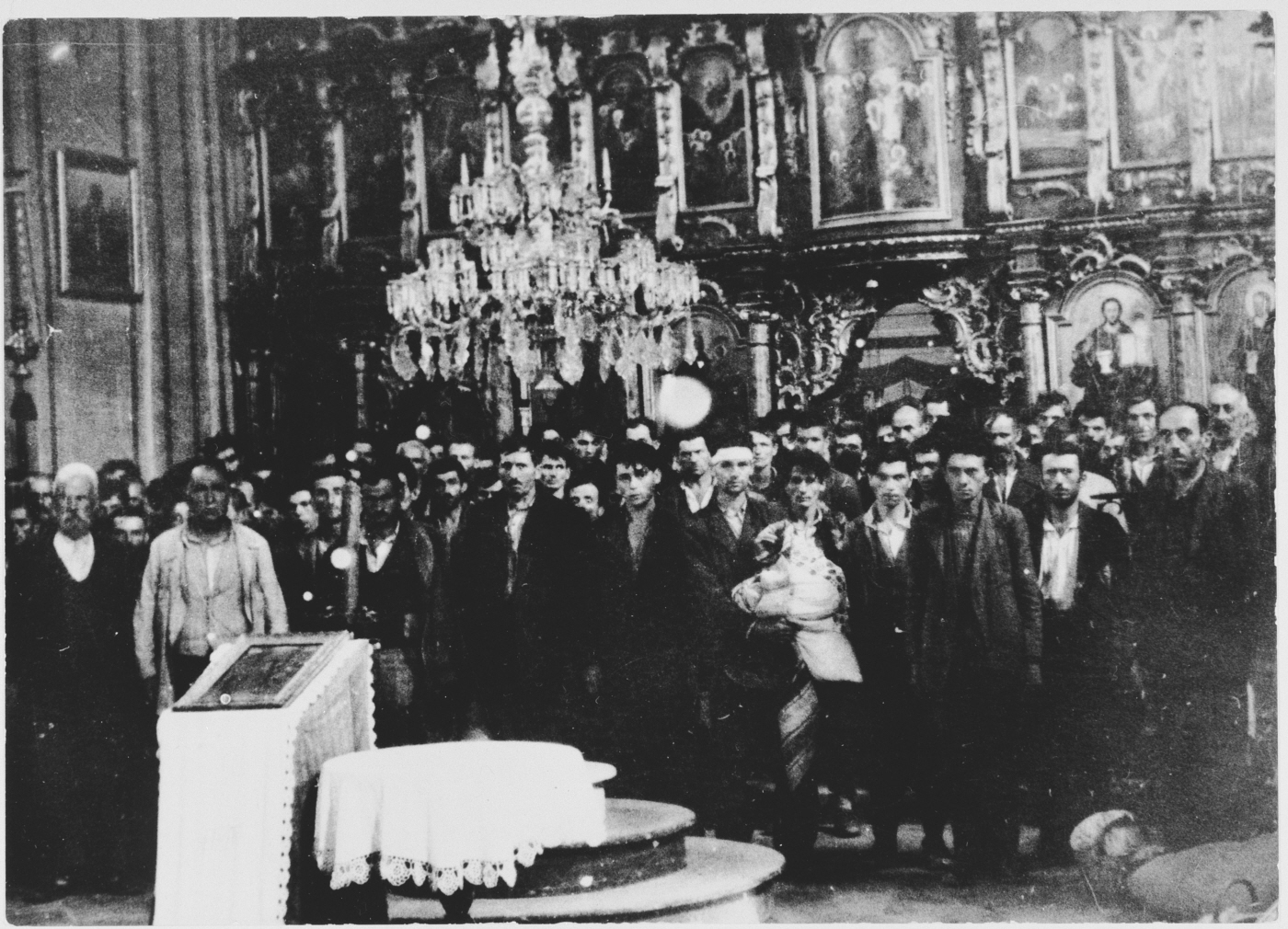
우스타샤 정권에 의해 가톨릭으로 강제 개종을 강요받고 있는 세르비아 시민들이 글리나에 있는 교회의 침례대 앞에 서있다.

## 같이 보기
- 홀로코스트
- 크로아티아 독립 전쟁
- 세르비아 크라이나 공화국

## 참고
- Vatican's Holocaust - Nazi Croatia death camps (Serbian documentary film "Bog i Hrvati", 1993) (1/6, 2/6, 3/6, 4/6, 5/6)
- Avro Manhattan The Vatican's Holocaust 보관됨 2020-09-11 - 웨이백 머신
- Yugoslavia during World War II
- The Bosnian Muslim Role in the Ustasha and Nazi Genocide[깨진 링크(과거 내용 찾기)]